# 澗隨操司
澗隨 操司（かんずい そうし、1973年2月3日 - ）は、NHKのアナウンサー。

## 人物
私立金蘭千里高等学校を経て京都大学文学部を卒業後、1996年入局。
東京勤務時は生放送番組を担当。『囲碁・将棋ジャーナル』に初登場した際、「名前が、まるで四文字熟語」と自己紹介した。
幼少時からのプロレスファンを公言し、アナウンサーを志望した理由として「プロレス中継をやりたかったから」と明かしている。小学校時代には段ボール箱を切り抜いて自らAWA世界ヘビー級王座（ジャンボ鶴田が獲得した世界王座）のチャンピオンベルトを作ったことを『アナウンサーのディープな夜』（ラジオ第一放送、2017年6月26日放送）にて明かした。
2018年6月まで東京・ラジオセンター勤務。2018年6月よりアナウンサーに復帰、北海道・北見局勤務となることが2018年6月8日放送のNHKラジオ第一「ごごラジ!」にて明かされた（電話出演し、北見に赴任する前に家族のいる大阪に立ち寄っていることを語った）。これまで東京以外は西日本の地域で勤務してきたが、初めてそれ以外の地域での勤務となった。
2019年6月に京都に副部長として異動。
好きな食べ物はカレーライス、もつ焼き。

## 現在の出演番組・業務
- 関西地方のニュース

## 過去の出演番組
- ニュース6いきいき香川
- 関西クローズアップ（2006年度・2007年度）
- 生中継 ふるさと一番!（2008年4月 - 2011年3月）主に首都圏担当
- 囲碁・将棋ジャーナル（2008年6月 - 2011年）準レギュラー（不規則交替）
- 首都圏ネットワーク（リポーター）
- NHKニュースおはよう日本（リポーター）
- NHK BSニュース（不定期）
- 放送部副部長（アナウンス統括）
- 佐賀局制作番組の編責
- ひるまえ情報便（編集責任者）
- ニュースただいま佐賀（編集責任）
- ニュースおかえり佐賀845（不定期）
- ごごラジ!（チーフプロデューサー）
- ほっとニュース北海道 オホーツク
- 関西発ラジオ深夜便（アンカー・2022年8月19日 - 20日）
- 京都ニュース845（不定期）
- 京いちにち（編集責任者）
- ぐるっと関西おひるまえ京都（編集責任者）
- 京都局制作番組の編集責任者
- 放送部副部長（2019年6月-2023年3月）→コンテンツセンターアナウンスグループ統括（2023年4月-2025年3月）